# Звання, чини та ранги України
Після проголошення незалежності та до впровадження власної системи звань, чинів та рангів в Україні діяли дипломатичні ранги, класні чини прокуратури, військові звання, спеціальні звання органів внутрішніх справ й митних органів, які були введені в дію в СРСР.

## Ранги державних службовців
Законом України від 16 грудня 1993 року № 3723-XII «Про державну службу» встановлювались ранги державних службовців відповідно до якого положення про ранги державних службовців визначає Кабінет Міністрів України.
- 1 ранг державного службовця
- 2 ранг державного службовця
- 3 ранг державного службовця
- 4 ранг державного службовця
- 5 ранг державного службовця
- 6 ранг державного службовця
- 7 ранг державного службовця
- 8 ранг державного службовця
- 9 ранг державного службовця
- 10 ранг державного службовця
- 11 ранг державного службовця
- 12 ранг державного службовця
- 13 ранг державного службовця
- 14 ранг державного службовця
- 15 ранг державного службовця

Законом України від 10 грудня 2015 року № 889-VIII «Про державну службу», було скорочено кількість рангів, а станом на початок 2017 року Постановою Кабінету Міністрів України від 20 квітня 2016 р. № 306 про «Питання присвоєння рангів державних службовців та співвідношення між рангами державних службовців і рангами посадових осіб місцевого самоврядування, військовими званнями, дипломатичними рангами та іншими спеціальними званнями» їх співвідношення було уточнене:
- 1 ранг державного службовця
- 2 ранг державного службовця
- 3 ранг державного службовця
- 4 ранг державного службовця
- 5 ранг державного службовця
- 6 ранг державного службовця
- 7 ранг державного службовця
- 8 ранг державного службовця
- 9 ранг державного службовця

## Кваліфікаційні класи суддів
Законом України від 15 грудня 1992 р. № 2862-XII «Про статус суддів», Законом України від 2 лютого 1994 р. № 3911-XII «Про кваліфікаційні комісії, кваліфікаційну атестацію і дисциплінарну відповідальність суддів судів України», Законом України від 7 лютого 2002 р. № 3018-III «Про судоустрій України» встановлювались кваліфікаційні класи суддів:
- вищий кваліфікаційний клас
- перший кваліфікаційний клас
- другий кваліфікаційний клас
- третій кваліфікаційний клас
- четвертий кваліфікаційний клас
- п'ятий кваліфікаційний клас

Законом України від 7 липня 2010 р. № 2453-VI «Про судоустрій і статус суддів» й Законом України від 2 червня 2016 р. № 1402-VIII «Про судоустрій і статус суддів» визначено, що Судді в Україні мають єдиний статус незалежно від місця суду в системі судоустрою чи адміністративної посади, яку суддя обіймає в суді.

## Дипломатичні ранги
Постановою Верховної Ради України від 31 січня 1992 р. № 2084-XII «Про дипломатичні ранги України», Законом України від 20 вересня 2001 р. № 2728-III «Про дипломатичну службу», Законом України від 28 листопада 2002 р. № 253-IV «Про дипломатичні ранги України» й Законом України від 11 січня 2011 р. № 2911-VI «Про внесення змін до Закону України „Про дипломатичну службу“» встановлені дипломатичні ранги:
- Надзвичайний і Повноважний Посол
- Надзвичайний і Повноважний Посланник першого класу
- Надзвичайний і Повноважний Посланник другого класу
- радник першого класу
- радник другого класу
- перший секретар першого класу
- перший секретар другого класу
- другий секретар першого класу
- другий секретар другого класу
- третій секретар
- аташе

## Класні чини прокуратури
Постановою Верховної Ради України від 6 листопада 1991 р. № 1795-XII «Про затвердження Положення про класні чини працівників органів прокуратури України» було встановлено класні чини працівників прокуратури:
|                                  |                                  |                                  |                                  |                        |                |                         |               |               |               |
| державний радник юстиції України | державний радник юстиції 1 класу | державний радник юстиції 2 класу | державний радник юстиції 3 класу | старший радник юстиції | радник юстиції | молодший радник юстиції | юрист 1 класу | юрист 2 класу | юрист 3 класу |

Ця постанова втратила чинність на підставі Закону України від 14 жовтня 2014 року № 1697-VII «Про прокуратуру»

## Військові звання
Законом України від 25 березня 1992 р. № 2232-XII «Про військовий обов'язок і військову службу» встановлено військові звання:
Також додатковими доповненнями та змінами до цього закону у редакції станом на початок 2017 року визначено, що До військових звань осіб офіцерського складу медичної та юридичної служб Збройних Сил України та інших військових формувань, а також спеціальних підрозділів по боротьбі з корупцією Військової служби правопорядку у Збройних Силах України, які мають відповідну освіту та займають відповідну штатну посаду, додаються слова «медичної служби» і «юстиції». До військових звань громадян, які перебувають у запасі чи у відставці, додаються слова відповідно «запасу» або «у відставці».
Згідно законів України №205-IX від 17 жовтня 2019 року щодо сержантських звань та №680-IX від 4 червня 2020 року щодо нових генеральських звань, які набули чинності 01 жовтня 2020 року.
В Наказі Міністерства оборони  наразі не передбачені погони нових звань вищих офіцерів (бригадний генерал, генерал), а погони "старих" звань відповідають погонам зразка 2016 року з заміною "зубчатки" на схрещені булави. Тому погони вищого офіцерського складу подані орієнтовно, відповідно до звань НАТО.

### ДляСухопутних військ ЗСУ
Оскільки Україна не є країною-членом, кодування звань армій НАТО наведено для зіставлення
Офіцерські звання 2020
| Код НАТО         | OF-10            | OF-10            | OF-10            | OF-10            | OF-9    | OF-9    | OF-8              | OF-7          | OF-6              | OF-6              | OF-5      | OF-5      | OF-4         | OF-3  | OF-3  | OF-2    | OF-2    | OF-1              | OF-1      | OF-1      | OF(D)              | OF(D)              | OF(D)              | Student Officer                                   | Student Officer                                   | Student Officer                                   |
| ---------------- | ---------------- | ---------------- | ---------------- | ---------------- | ------- | ------- | ----------------- | ------------- | ----------------- | ----------------- | --------- | --------- | ------------ | ----- | ----- | ------- | ------- | ----------------- | --------- | --------- | ------------------ | ------------------ | ------------------ | ------------------------------------------------- | ------------------------------------------------- | ------------------------------------------------- |
| Україна · (Ред.) | Без відповідника | Без відповідника | Без відповідника | Без відповідника |         |         |                   |               |                   |                   |           |           |              |       |       |         |         |                   |           |           |                    |                    |                    | en: Request for creation and upload of a picture! | en: Request for creation and upload of a picture! | en: Request for creation and upload of a picture! |
| Україна · (Ред.) |                  |                  |                  |                  | Генерал | Генерал | Генерал-лейтенант | Генерал-майор | Бригадний генерал | Бригадний генерал | Полковник | Полковник | Підполковник | Майор | Майор | Капітан | Капітан | Старший лейтенант | Лейтенант | Лейтенант | Молодший лейтенант | Молодший лейтенант | Молодший лейтенант | Курсант                                           | Курсант                                           | Курсант                                           |

Сержантські та солдатські звання 2020
| Код НАТО         | OR-9                     | OR-9                     | OR-9                    | OR-9                    | OR-9            | OR-9         | OR-8             | OR-8             | OR-7            | OR-7            | OR-6    | OR-6    | OR-6    | OR-6    | OR-6    | OR-6    | OR-5             | OR-5             | OR-5             | OR-5             | OR-5             | OR-5             | OR-4             | OR-4             | OR-3             | OR-3           | OR-2   | OR-2   | OR-2   | OR-2   | OR-2   | OR-2   | OR-1           | OR-1 |
| ---------------- | ------------------------ | ------------------------ | ----------------------- | ----------------------- | --------------- | ------------ | ---------------- | ---------------- | --------------- | --------------- | ------- | ------- | ------- | ------- | ------- | ------- | ---------------- | ---------------- | ---------------- | ---------------- | ---------------- | ---------------- | ---------------- | ---------------- | ---------------- | -------------- | ------ | ------ | ------ | ------ | ------ | ------ | -------------- | ---- |
| Україна · (Ред.) |                          |                          |                         |                         |                 |              |                  |                  |                 |                 |         |         |         |         |         |         |                  |                  |                  |                  |                  |                  | Без відповідника | Без відповідника | Без відповідника |                |        |        |        |        |        |        | Не передбачено |      |
| Україна · (Ред.) | Головний майстер-сержант | Головний майстер-сержант | Старший майстер-сержант | Старший майстер-сержант | Майстер-сержант | Штаб-сержант | Головний сержант | Головний сержант | Старший сержант | Старший сержант | Сержант | Сержант | Сержант | Сержант | Сержант | Сержант | Молодший сержант | Молодший сержант | Молодший сержант | Молодший сержант | Молодший сержант | Молодший сержант | Без відповідника | Без відповідника | Без відповідника | Старший солдат | Солдат | Солдат | Солдат | Солдат | Солдат | Солдат | Рекрут         |      |

Офіцерські звання 1992-2020 (погони 2016-2020)
| Код НАТО         | OF-10                 | OF-10                 | OF-10                 | OF-10                 | OF-9              | OF-9              | OF-8              | OF-7          | OF-6             | OF-6             | OF-5      | OF-5      | OF-4         | OF-3  | OF-3  | OF-2                       | OF-2                       | OF-1              | OF-1      | OF-1               | OF(D)            | OF(D)            | OF(D)            | Student Officer                                   | Student Officer                                   | Student Officer                                   |
| ---------------- | --------------------- | --------------------- | --------------------- | --------------------- | ----------------- | ----------------- | ----------------- | ------------- | ---------------- | ---------------- | --------- | --------- | ------------ | ----- | ----- | -------------------------- | -------------------------- | ----------------- | --------- | ------------------ | ---------------- | ---------------- | ---------------- | ------------------------------------------------- | ------------------------------------------------- | ------------------------------------------------- |
| Україна · (Ред.) |                       |                       |                       |                       |                   |                   |                   |               | Без відповідника | Без відповідника |           |           |              |       |       |                            |                            |                   |           |                    | Без відповідника | Без відповідника | Без відповідника | en: Request for creation and upload of a picture! | en: Request for creation and upload of a picture! | en: Request for creation and upload of a picture! |
| Україна · (Ред.) | Генерал армії України | Генерал армії України | Генерал армії України | Генерал армії України | Генерал-полковник | Генерал-полковник | Генерал-лейтенант | Генерал-майор | Без відповідника | Без відповідника | Полковник | Полковник | Підполковник | Майор | Майор | Капітан (військове звання) | Капітан (військове звання) | Старший лейтенант | Лейтенант | Молодший лейтенант | Без відповідника | Без відповідника | Без відповідника | Курсант                                           | Курсант                                           | Курсант                                           |

### ДляПовітряних сил ЗСУ
Оскільки Україна не є країною-членом, кодування звань армій НАТО наведено для зіставлення
| Код НАТО         | OF-10                 | OF-10                 | OF-10                 | OF-10                 | OF-9              | OF-9              | OF-8              | OF-7          | OF-6             | OF-6             | OF-5      | OF-5      | OF-4         | OF-3  | OF-3  | OF-2    | OF-2    | OF-1              | OF-1      | OF-1               | OF(D)            | OF(D)            | OF(D)            | Student Officer                                   | Student Officer                                   | Student Officer                                   |
| ---------------- | --------------------- | --------------------- | --------------------- | --------------------- | ----------------- | ----------------- | ----------------- | ------------- | ---------------- | ---------------- | --------- | --------- | ------------ | ----- | ----- | ------- | ------- | ----------------- | --------- | ------------------ | ---------------- | ---------------- | ---------------- | ------------------------------------------------- | ------------------------------------------------- | ------------------------------------------------- |
| Україна · (Ред.) |                       |                       |                       |                       |                   |                   |                   |               | Без відповідника | Без відповідника |           |           |              |       |       |         |         |                   |           |                    | Без відповідника | Без відповідника | Без відповідника | en: Request for creation and upload of a picture! | en: Request for creation and upload of a picture! | en: Request for creation and upload of a picture! |
| Україна · (Ред.) | Генерал армії України | Генерал армії України | Генерал армії України | Генерал армії України | Генерал-полковник | Генерал-полковник | Генерал-лейтенант | Генерал-майор | Без відповідника | Без відповідника | Полковник | Полковник | Підполковник | Майор | Майор | Капітан | Капітан | Старший лейтенант | Лейтенант | Молодший лейтенант | Без відповідника | Без відповідника | Без відповідника | Курсант                                           | Курсант                                           | Курсант                                           |

| Код НАТО         | OR-9              | OR-9              | OR-9      | OR-9      | OR-9      | OR-9      | OR-8     | OR-8     | OR-7     | OR-7            | OR-6    | OR-6    | OR-6    | OR-6    | OR-6    | OR-6    | OR-5             | OR-5             | OR-5             | OR-5             | OR-5             | OR-5             | OR-4             | OR-4             | OR-3           | OR-3           | OR-2           | OR-2           | OR-2           | OR-2             | OR-2             | OR-2             | OR-1   | OR-1 |
| ---------------- | ----------------- | ----------------- | --------- | --------- | --------- | --------- | -------- | -------- | -------- | --------------- | ------- | ------- | ------- | ------- | ------- | ------- | ---------------- | ---------------- | ---------------- | ---------------- | ---------------- | ---------------- | ---------------- | ---------------- | -------------- | -------------- | -------------- | -------------- | -------------- | ---------------- | ---------------- | ---------------- | ------ | ---- |
| Україна · (Ред.) |                   |                   |           |           |           |           |          |          |          |                 |         |         |         |         |         |         |                  |                  |                  |                  |                  | Без відповідника | Без відповідника | Без відповідника |                |                |                |                |                | Без відповідника | Без відповідника | Без відповідника |        |      |
| Україна · (Ред.) | Старший прапорщик | Старший прапорщик | Прапорщик | Прапорщик | Прапорщик | Прапорщик | Старшина | Старшина | Старшина | Старший сержант | Сержант | Сержант | Сержант | Сержант | Сержант | Сержант | Молодший сержант | Молодший сержант | Молодший сержант | Молодший сержант | Молодший сержант | Без відповідника | Без відповідника | Без відповідника | Старший солдат | Старший солдат | Старший солдат | Старший солдат | Старший солдат | Без відповідника | Без відповідника | Без відповідника | Солдат |      |

### ДляВійськово-Морських сил ЗСУ
Оскільки Україна не є країною-членом, кодування звань армій НАТО наведено для зіставлення

#### Корабельний склад
| Код НАТО         | OF-10            | OF-10            | OF-10            | OF-10            | OF-9    | OF-9    | OF-8        | OF-7         | OF-6             | OF-6             | OF-5            | OF-5            | OF-4             | OF-3              | OF-3              | OF-2               | OF-2               | OF-1              | OF-1      | OF-1               | OF(D)            | OF(D)            | OF(D)            | Student Officer                                   | Student Officer                                   | Student Officer                                   |
| ---------------- | ---------------- | ---------------- | ---------------- | ---------------- | ------- | ------- | ----------- | ------------ | ---------------- | ---------------- | --------------- | --------------- | ---------------- | ----------------- | ----------------- | ------------------ | ------------------ | ----------------- | --------- | ------------------ | ---------------- | ---------------- | ---------------- | ------------------------------------------------- | ------------------------------------------------- | ------------------------------------------------- |
| Україна · (Ред.) | Без відповідника | Без відповідника | Без відповідника | Без відповідника |         |         |             |              | Без відповідника | Без відповідника |                 |                 |                  |                   |                   |                    |                    |                   |           |                    | Без відповідника | Без відповідника | Без відповідника | en: Request for creation and upload of a picture! | en: Request for creation and upload of a picture! | en: Request for creation and upload of a picture! |
| Україна · (Ред.) | Без відповідника | Без відповідника | Без відповідника | Без відповідника | Адмірал | Адмірал | Віцеадмірал | Контрадмірал | Без відповідника | Без відповідника | Капітан I рангу | Капітан I рангу | Капітан II рангу | Капітан III рангу | Капітан III рангу | Капітан- лейтенант | Капітан- лейтенант | Старший лейтенант | Лейтенант | Молодший лейтенант | Без відповідника | Без відповідника | Без відповідника | Курсант                                           |                                                   |                                                   |

| Код НАТО         | OR-9           | OR-9           | OR-9   | OR-9   | OR-9   | OR-9   | OR-8                          | OR-8                          | OR-7                          | OR-7              | OR-6              | OR-6              | OR-6              | OR-6              | OR-6              | OR-6              | OR-5               | OR-5               | OR-5               | OR-5               | OR-5               | OR-5             | OR-4             | OR-4             | OR-3           | OR-3           | OR-2           | OR-2           | OR-2           | OR-2             | OR-2             | OR-2             | OR-1   | OR-1 |
| ---------------- | -------------- | -------------- | ------ | ------ | ------ | ------ | ----------------------------- | ----------------------------- | ----------------------------- | ----------------- | ----------------- | ----------------- | ----------------- | ----------------- | ----------------- | ----------------- | ------------------ | ------------------ | ------------------ | ------------------ | ------------------ | ---------------- | ---------------- | ---------------- | -------------- | -------------- | -------------- | -------------- | -------------- | ---------------- | ---------------- | ---------------- | ------ | ---- |
| Україна · (Ред.) |                |                |        |        |        |        |                               |                               |                               |                   |                   |                   |                   |                   |                   |                   |                    |                    |                    |                    |                    | Без відповідника | Без відповідника | Без відповідника |                |                |                |                |                | Без відповідника | Без відповідника | Без відповідника |        |      |
| Україна · (Ред.) | Старший мічман | Старший мічман | Мічман | Мічман | Мічман | Мічман | Головний корабельний старшина | Головний корабельний старшина | Головний корабельний старшина | Головний старшина | Старшина I статті | Старшина I статті | Старшина I статті | Старшина I статті | Старшина I статті | Старшина I статті | Старшина II статті | Старшина II статті | Старшина II статті | Старшина II статті | Старшина II статті | Без відповідника | Без відповідника | Без відповідника | Старший матрос | Старший матрос | Старший матрос | Старший матрос | Старший матрос | Без відповідника | Без відповідника | Без відповідника | Матрос |      |

#### Сухопутний компонент ВМС
| Код НАТО         | OF-10            | OF-10            | OF-10            | OF-10            | OF-9             | OF-9             | OF-8              | OF-7          | OF-6             | OF-6             | OF-5      | OF-5      | OF-4         | OF-3  | OF-3  | OF-2    | OF-2    | OF-1              | OF-1      | OF-1               | OF(D)            | OF(D)            | OF(D)            | Student Officer                                   | Student Officer                                   | Student Officer                                   |
| ---------------- | ---------------- | ---------------- | ---------------- | ---------------- | ---------------- | ---------------- | ----------------- | ------------- | ---------------- | ---------------- | --------- | --------- | ------------ | ----- | ----- | ------- | ------- | ----------------- | --------- | ------------------ | ---------------- | ---------------- | ---------------- | ------------------------------------------------- | ------------------------------------------------- | ------------------------------------------------- |
| Україна · (Ред.) | Без відповідника | Без відповідника | Без відповідника | Без відповідника | Без відповідника | Без відповідника |                   |               | Без відповідника | Без відповідника |           |           |              |       |       |         |         |                   |           |                    | Без відповідника | Без відповідника | Без відповідника | en: Request for creation and upload of a picture! | en: Request for creation and upload of a picture! | en: Request for creation and upload of a picture! |
| Україна · (Ред.) | Без відповідника | Без відповідника | Без відповідника | Без відповідника | Без відповідника | Без відповідника | Генерал-лейтенант | Генерал-майор | Без відповідника | Без відповідника | Полковник | Полковник | Підполковник | Майор | Майор | Капітан | Капітан | Старший лейтенант | Лейтенант | Молодший лейтенант | Без відповідника | Без відповідника | Без відповідника | Курсант                                           | Курсант                                           | Курсант                                           |

| Код НАТО         | OR-9              | OR-9              | OR-9      | OR-9      | OR-9      | OR-9      | OR-8     | OR-8     | OR-7     | OR-7            | OR-6    | OR-6    | OR-6    | OR-6    | OR-6    | OR-6    | OR-5             | OR-5             | OR-5             | OR-5             | OR-5             | OR-5             | OR-4             | OR-4             | OR-3                                | OR-3                                | OR-2                                | OR-2                                | OR-2                                | OR-2             | OR-2             | OR-2             | OR-1                        | OR-1 |
| ---------------- | ----------------- | ----------------- | --------- | --------- | --------- | --------- | -------- | -------- | -------- | --------------- | ------- | ------- | ------- | ------- | ------- | ------- | ---------------- | ---------------- | ---------------- | ---------------- | ---------------- | ---------------- | ---------------- | ---------------- | ----------------------------------- | ----------------------------------- | ----------------------------------- | ----------------------------------- | ----------------------------------- | ---------------- | ---------------- | ---------------- | --------------------------- | ---- |
| Україна · (Ред.) |                   |                   |           |           |           |           |          |          |          |                 |         |         |         |         |         |         |                  |                  |                  |                  |                  | Без відповідника | Без відповідника | Без відповідника |                                     |                                     |                                     |                                     |                                     | Без відповідника | Без відповідника | Без відповідника |                             |      |
| Україна · (Ред.) | Старший прапорщик | Старший прапорщик | Прапорщик | Прапорщик | Прапорщик | Прапорщик | Старшина | Старшина | Старшина | Старший сержант | Сержант | Сержант | Сержант | Сержант | Сержант | Сержант | Молодший сержант | Молодший сержант | Молодший сержант | Молодший сержант | Молодший сержант | Без відповідника | Без відповідника | Без відповідника | Старший матрос берегових частин ВМС | Старший матрос берегових частин ВМС | Старший матрос берегових частин ВМС | Старший матрос берегових частин ВМС | Старший матрос берегових частин ВМС | Без відповідника | Без відповідника | Без відповідника | Матрос берегових частин ВМС |      |

### Національна гвардія України
В Національній гвардії всі звання згідно закону № 2247
Рядовий склад:
- рекрут
- солдат
- старший солдат
Сержантський склад:
- молодший сержант
- сержант
- старший сержант
- головний сержант
- штаб сержант
- майстер сержант
- старший майстер сержант
- головний майстер сержант
Офіцерський склад:
- молодший лейтенант
- лейтенант
- старший лейтенант
- капітан
- майор
- підполковник
- полковник
Генеральський склад:
- бригадний генерал
- генерал майор
- генерал лейтенант
- генерал

### Державна прикордонна служба України
Законом України від 4 листопада 1991 р. № 1779-XII «Про Прикордонні війська України» було визначено, що Особи, які проходять службу в Державній прикордонній службі України, є військовослужбовцями, приймають присягу на вірність Україні, мають єдині для Збройних Сил України військові звання і знаки розрізнення. Формений одяг військовослужбовців Прикордонних військ України затверджується Кабінетом Міністрів України за поданням Державного комітету у справах охорони державного кордону України.
Законом України від 3 квітня 2004 р. № 661-IV «Про Державну прикордонну службу України» було визначено, що Комплектування Державної прикордонної служби України військовослужбовцями і проходження ними військової служби здійснюються на підставі Закону України «Про військовий обов'язок і військову службу»

### Служба безпеки
Законом України від 25 березня 1992 р. № 2229-XII «Про Службу безпеки України» визначено, що Військовослужбовці Служби безпеки України мають право на носіння військової форми одягу із знаками розрізнення, зразки яких затверджуються відповідно до Закону України «Про військовий обов'язок і військову службу»

### Проекти реформ
У 2009 р. було запропоновано проект реформи одностроїв та знаків розрізнення ЗС України. Офіцерські знаки розрізнення так і не набули широкого вжитку, проте знаки розрізнення підофіцерського складу замінили аналоги радянських зразків, які були до того.
У 2015 р. розпочалась масштабна реформа знаків розрізнення та одностроїв ЗС України, покликана наблизити їх до аналогів європейських зразків з основним акцентом на національній автентичності і позбавитися радянської традиції, зокрема вона передбачає відмову від 5-ти променевих зірок та перехід на 4-ри променеві, що було визначено рекомендацією геральдичної комісії ще на початку 90-х років.

## Спеціальні звання

### Податкова служба
Законом України від 4 грудня 1990 р. № 509-XII «Про державну податкову службу в Україні» визначені персональні звання працівників державних податкових інспекцій:
- Головний державний радник податкової служби
- державний радник податкової служби I рангу
- державний радник податкової служби II рангу
- державний радник податкової служби III рангу
- радник податкової служби I рангу
- радник податкової служби II рангу
- радник податкової служби III рангу
- інспектор податкової служби I рангу
- інспектор податкової служби II рангу
- інспектор податкової служби III рангу

Законом України від 5 липня 2012 р. № 5083-VI «Про внесення змін до Податкового кодексу України щодо державної податкової служби та у зв'язку з проведенням адміністративної реформи в Україні» встановлені спеціальні звання посадових осіб державної податкової служби:
Законом України від 4 липня 2013 р. № 404-VII «Про внесення змін до Податкового кодексу України у зв'язку з проведенням адміністративної реформи» встановлені спеціальні звання посадових осіб контролюючих органів:
- головний державний радник податкової та митної справи
- державний радник податкової та митної справи I рангу
- державний радник податкової та митної справи II рангу
- державний радник податкової та митної справи III рангу
- радник податкової та митної справи I рангу
- радник податкової та митної справи II рангу
- радник податкової та митної справи III рангу
- інспектор податкової та митної справи I рангу
- інспектор податкової та митної справи II рангу
- інспектор податкової та митної справи III рангу
- інспектор податкової та митної справи IV рангу
- молодший інспектор податкової та митної справи

### Митна служба
Постановою Верховної Ради України від 5 лютого 1992 р. № 2099-XII «Про персональні звання державної митної служби України» встановлювались персональні звання державної митної служби:
- дійсний державний радник митної служби[ru]
- державний радник митної служби 1 рангу
- державний радник митної служби 2 рангу
- державний радник митної служби 3 рангу
- радник митної служби 1 рангу
- радник митної служби 2 рангу
- радник митної служби 3 рангу
- інспектор митної служби 1 рангу
- інспектор митної служби 2 рангу
- інспектор митної служби 3 рангу

Митним кодексом України від 11 липня 2002 р. № 92-IV (набув чинності з 1 січня 2004 р.) було встановлено спеціальні звання посадових осіб митної служби:
- дійсний державний радник митної служби[ru]
- державний радник митної служби 1 рангу
- державний радник митної служби 2 рангу
- державний радник митної служби 3 рангу
- радник митної служби 1 рангу
- радник митної служби 2 рангу
- радник митної служби 3 рангу
- інспектор митної служби 1 рангу
- інспектор митної служби 2 рангу
- інспектор митної служби 3 рангу
- інспектор митної служби 4 рангу
- інспектор митної служби
- молодший інспектор митної служби
- курсант

Митним кодексом України від 13 березня 2012 р. № 4495-VI (набув чинності з 1 червня 2012 р.) встановлювались спеціальні звання митної служби:
- дійсний державний радник митної служби
- державний радник митної служби 1 рангу
- державний радник митної служби 2 рангу
- державний радник митної служби 3 рангу
- радник митної служби 1 рангу
- радник митної служби 2 рангу
- радник митної служби 3 рангу
- інспектор митної служби 1 рангу
- інспектор митної служби 2 рангу
- інспектор митної служби 3 рангу
- інспектор митної служби 4 рангу
- інспектор митної служби
- молодший інспектор митної служби

|                                        |                                        |                                        |                                        |                              |                              |                              |                                 |                                 |                                 |                                 |                         |                                  |                 |         |
| Дійсний державний радник митної служби | Державний радник митної служби 1 рангу | Державний радник митної служби 2 рангу | Державний радник митної служби 3 рангу | Радник митної служби 1 рангу | Радник митної служби 2 рангу | Радник митної служби 3 рангу | Інспектор митної служби 1 рангу | Інспектор митної служби 2 рангу | Інспектор митної служби 3 рангу | Інспектор митної служби 4 рангу | Інспектор митної служби | Молодший інспектор митної служби | Старший курсант | Курсант |

Законом України від 4 липня 2013 р. № 405-VII «Про внесення змін до Митного кодексу України у зв'язку з проведенням адміністративної реформи» встановлені спеціальні звання посадових осіб органів доходів і зборів:
- головний державний радник податкової та митної справи
- державний радник податкової та митної справи I рангу
- державний радник податкової та митної справи II рангу
- державний радник податкової та митної справи III рангу
- радник податкової та митної справи I рангу
- радник податкової та митної справи II рангу
- радник податкової та митної справи III рангу
- інспектор податкової та митної справи I рангу
- інспектор податкової та митної справи II рангу
- інспектор податкової та митної справи III рангу
- інспектор податкової та митної справи IV рангу
- молодший інспектор податкової та митної справи

### Національна поліція

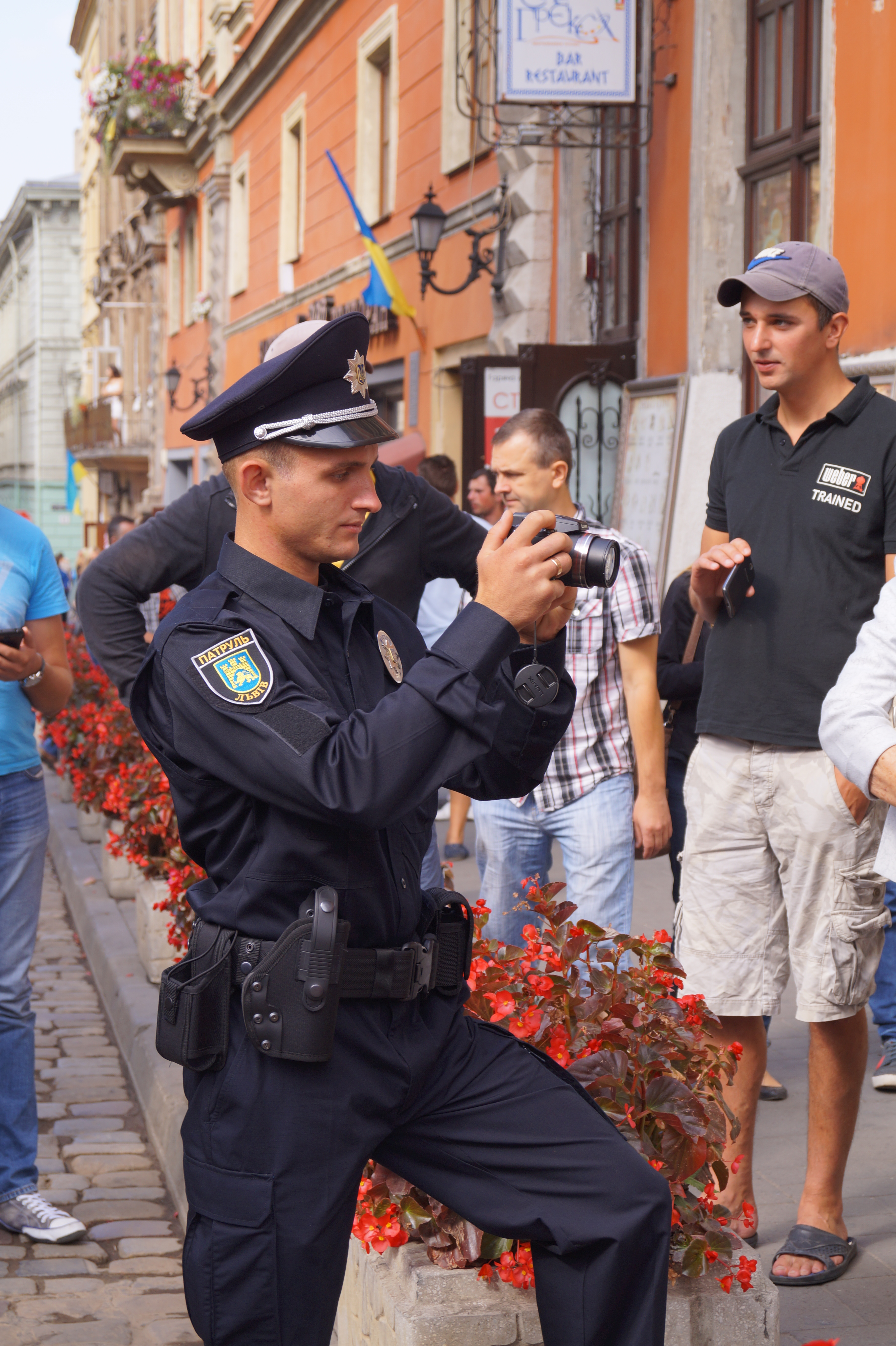
Однострій співробітника Національної поліції України

Законом України від 2 липня 2015 р. № 580-VIII «Про Національну поліцію» були встановлені спеціальні звання поліції, а зовнішній вигляд погонів до них визначено Постановою Кабінету Міністрів України від 30 вересня 2015 р. № 823 «Про однострій поліцейських»:
|                 |                           |                         |                            |                         |                      |                |                 |  |
|                 | Генерал поліції 1 рангу   | Генерал поліції 2 рангу | Генерал поліції 3 рангу    | Полковник поліції       | Підполковник поліції | Майор поліції  |                 |  |
|                 | OF-8                      | OF-7                    | OF-6                       | OF-5                    | OF-4                 | OF-3           |                 |  |
|                 |                           |                         |                            |                         |                      |                |                 |  |
|                 |                           |                         |                            |                         |                      |                |                 |  |
| Капітан поліції | Старший лейтенант поліції | Лейтенант поліції       | Молодший лейтенант поліції | Старший сержант поліції | Сержант поліції      | Капрал поліції | Рядовий поліції |  |
| OF-2            | OF-1a                     | OF-1b                   | OF-1c                      | OR-7                    | OR-6                 | OR-5           | OR-1            |  |

### Служба судової охорони
Законом України від 12 липня 2018 р. № 2509-VIII "Про внесення змін до Закону України «Про судоустрій та статус суддів» у зв'язку з ухваленням Закону України «Про Вищий антикорупційний суд» встановлено спеціальні звання працівників Служби судової охорони.
Закон України від 02 червня 2016 № 1402-VIII “Про судоустрій і статус суддів” Граничні спеціальні звання молодшого, середнього складу за штатними посадами встановлюються Головою Служби судової охорони. Граничні спеціальні звання Служби судової охорони вищого складу за штатними посадами встановлюються Президентом України.
- спеціальні звання молодшого складу:

1. рядовий Служби судової охорони
2. капрал Служби судової охорони
3. сержант Служби судової охорони
4. старший сержант Служби судової охорони

- спеціальні звання середнього складу:

1. молодший лейтенант Служби судової охорони
2. лейтенант Служби судової охорони
3. старший лейтенант Служби судової охорони
4. капітан Служби судової охорони
5. майор Служби судової охорони
6. підполковник Служби судової охорони
7. полковник Служби судової охорони

- спеціальні звання вищого складу:

1. генерал Служби судової охорони

### Погони
| Погони |                                |                               |                                |                                        |                                           |                                  |                                          |                                |
| Звання | Рядовий Служби судової охорони | Капрал Служби судової охорони | Сержант Служби судової охорони | Старший сержант Служби судової охорони | Молодший лейтенант Служби судової охорони | Лейтенант Служби судової охорони | Старший лейтенант Служби судової охорони | Капітан Служби судової охорони |

| Погони |                              |                                     |                                  |                                |
| Звання | Майор Служби судової охорони | Підполковник Служби судової охорони | Полковник Служби судової охорони | Генерал Служби судової охорони |

### Національне антикорупційне бюро
Законом України від 14 жовтня 2014 р. № 1698-VII «Про Національне антикорупційне бюро України» встановлені спеціальні звання для осіб начальницького складу:
старший начальницький склад
- полковник Національного антикорупційного бюро України
- підполковник Національного антикорупційного бюро України
- майор Національного антикорупційного бюро України

середній начальницький склад
- капітан Національного антикорупційного бюро України
- старший лейтенант Національного антикорупційного бюро України
- лейтенант Національного антикорупційного бюро України

На осіб начальницького складу НАБУ розповсюджується «Положення про порядок проходження служби в ораганах внутрішніх справ» й «Дисциплінарний статут органів внутрішніх справ України».

### Органи внутрішніх справ

#### Міліція

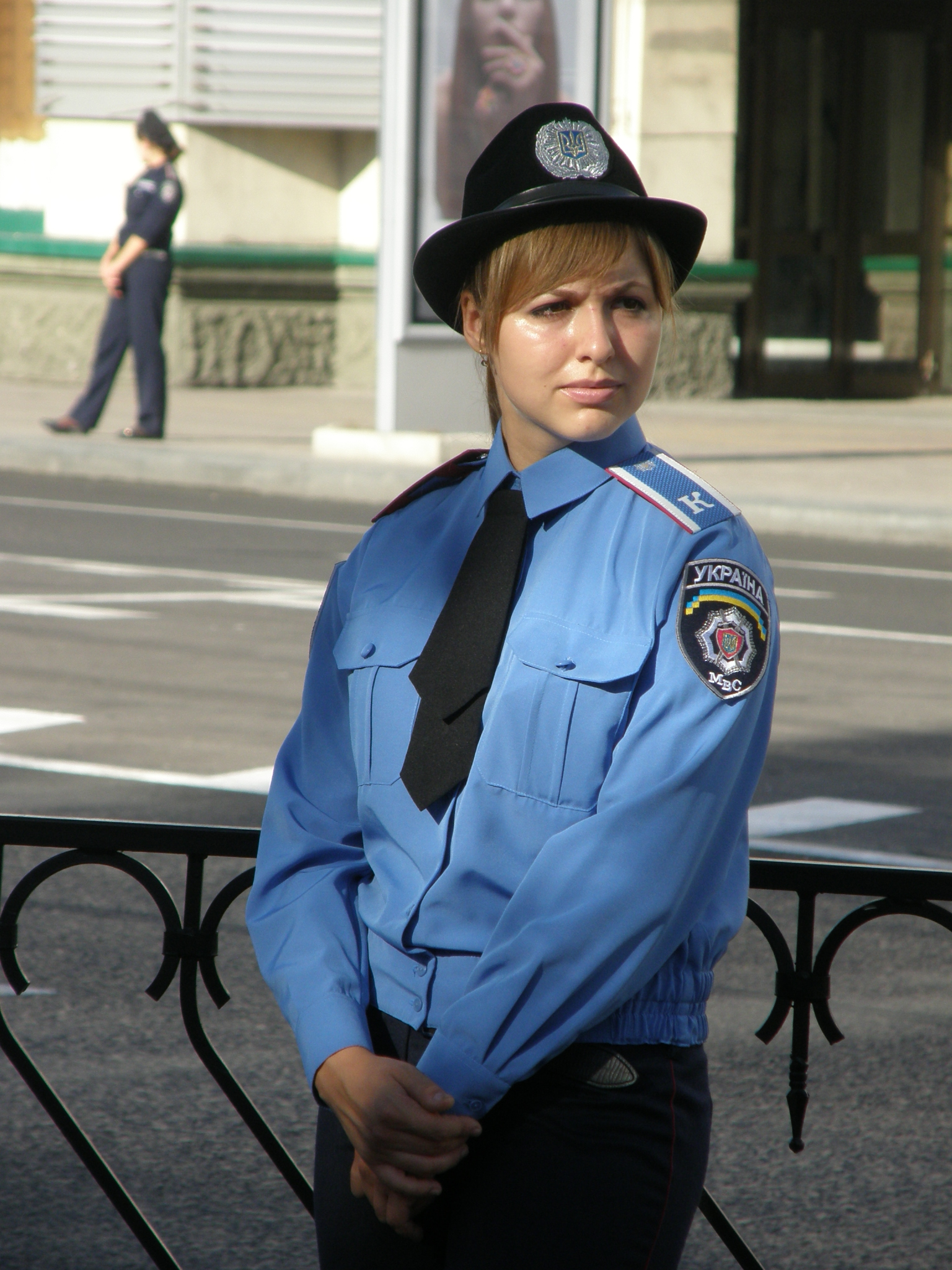
Погон курсанта на однострої співробітника міліції України

Докладніше: Міліція України
У 1992 р. була зроблена спроба введення нових знаків розрізнення МВС, яка не отримала широкого застосування.
У середині 1990-х років було зроблено наступну спробу відійти від радянської системи знаків розрізнення і ввести в дію нові, європейського зразка, за умови збереження системи звань, проте за винятком Києва вони не набули широкого застосування й невдовзі були скасовані.
Постановою Верховної Ради України від 22 квітня 1993 р. № 3135-XII «Про спеціальні звання, формений одяг та знаки розрізнення в органах внутрішніх справ України» встановлені спеціальні звання для осіб начальницького та рядового складу органів внутрішніх справ:
|                            |                            |                        |                         |                      |                  |                 |                           |                   |                            |
| Генерал- полковник міліції | Генерал- лейтенант міліції | Генерал- майор міліції | Полковник міліції       | Підполковник міліції | Майор міліції    | Капітан міліції | Старший лейтенант міліції | Лейтенант міліції | Молодший лейтенант міліції |
|                            |                            |                        |                         |                      |                  |                 |                           |                   |                            |
| Старший прапорщик міліції  | Прапорщик міліції          | Старшина міліції       | Старший сержант міліції | Сержант міліції      | Молодший сержант | Рядовий міліції | Курсант міліції           |                   |                            |

#### Внутрішня служба
Спеціальні звання внутрішньої служби були визначені Постановою Верховної Ради України від 22 квітня 1993 р. № 3135-XII «Про спеціальні звання, формений одяг та знаки розрізнення в органах внутрішніх справ України» встановлені спеціальні звання для осіб начальницького та рядового складу органів внутрішніх справ й Постановою Кабінету Міністрів Української РСР від 29 липня 1991 р. № 114 «Про затвердження Положення про проходження служби рядовим і начальницьким складом органів внутрішніх справ».
Згідно з Постановою Верховної Ради України від 22 квітня 1993 р. № 3135-XII «Про спеціальні звання, формений одяг та знаки розрізнення в органах внутрішніх справ України» начальницький і рядовий склад внутрішньої служби носить форму одягу, погони та інші знаки розрізнення, встановлені для відповідних категорій військовослужбовців Збройних Сил України у порядку, визначеному Міністерством внутрішніх справ України за погодженням з Міністерством оборони України. Спеціальна відзнака генерала внутрішньої служби України встановлюється Президентом України.
Раніше присвоювалися
- Міністру внутрішніх справ України (генерал внутрішньої служби України) — як найвище спеціальне звання в системі органів внутрішніх справ
- рядовому та начальницькому складу системи виправно-трудових установ і слідчих ізоляторів ГУВП МВС України (до 1999 р.)
- рядовому та начальницькому складу органів і підрозділів Державної пожежної охорони МВС України (з 1991 до 2003 рр.)
- рядовому та начальницькому складу органів і підрозділів МНС України (з 2003 до 2008 рр.)
- рядовому та начальницькому складу Державної фельд'єгерської служби — (з 1991 до кінця 2015 рр.)[31][32][33]

Станом на 1 січня 2016 р. присвоюються
- рядовому та начальницькому складу системи виконання покарань (Державної пенітенціарної служби України) — з 1999 р.

Вищий начальницький склад
- генерал внутрішньої служби України
- генерал-полковник внутрішньої служби
- генерал-лейтенант внутрішньої служби
- генерал-майор внутрішньої служби

Старший начальницький склад
- полковник внутрішньої служби
- підполковник внутрішньої служби
- майор внутрішньої служби

Середній начальницький склад
- капітан внутрішньої служби
- старший лейтенант внутрішньої служби
- лейтенант внутрішньої служби
- молодший лейтенант внутрішньої служби

Молодший начальницький склад
- старший прапорщик внутрішньої служби
- прапорщик внутрішньої служби
- старшина внутрішньої служби
- старший сержант внутрішньої служби
- сержант внутрішньої служби
- молодший сержант внутрішньої служби

Рядовий склад
- рядовий внутрішньої служби

### Податкова міліція
Законом України від 5 лютого 1998 р. № 83/98-ВР «Про внесення змін до Закону України „Про державну податкову службу в Україні“» визначені спеціальні звання особам, прийнятим на службу до податкової міліції на посади нальницького складу:
Вищий начальницький склад
- генерал-лейтенант податкової міліції
- генерал-майор податкової міліції

Старший начальницький склад
- полковник податкової міліції
- підполковник податкової міліції
- майор податкової міліції

Середній начальницький склад
- капітан податкової міліції
- старший лейтенант податкової міліції
- лейтенант податкової міліції

Молодший начальницький склад
- старший прапорщик податкової міліції
- прапорщик податкової міліції

Законом України від 14 квітня 2009 р. № 1249-VI «Про внесення змін до деяких законів України щодо удосконалення структури та функціонування податкової міліції та соціального захисту її працівників» встановлено спеціальне звання генерал-полковник податкової міліції.
Законом України від 5 липня 2012 р. № 5083-VI «Про внесення змін до Податкового кодексу України щодо державної податкової служби та у зв'язку з проведенням адміністративної реформи в Україні» визначені спеціальні звання особам, які прийняті на службу до податкової міліції на посади начальницького та рядового складу:
Вищий начальницький склад
- генерал-полковник податкової міліції
- генерал-лейтенант податкової міліції
- генерал-майор податкової міліції

Старший начальницький склад
- полковник податкової міліції
- підполковник податкової міліції
- майор податкової міліції

Середній начальницький склад
- капітан податкової міліції
- старший лейтенант податкової міліції
- лейтенант податкової міліції

Молодший начальницький склад
- старший прапорщик податкової міліції
- прапорщик податкової міліції

Рядовий склад
- рядовий податкової міліції

### Служба цивільного захисту

#### Знаки розрізнення до 2018
Згідно Статті 44 «Спеціальні звання осіб рядового і начальницького складу органів і підрозділів цивільного захисту» Розділу VII «Порядок комплектування органів і підрозділів цивільного захисту та проходження служби цивільного захисту» Закону України від 24 червня 2004 р. № 1859-IV «Про правові засади цивільного захисту» встановлені спеціальні звання служби цивільного захисту. Всі звання поділяються на вищий, старший, середній, молодший та рядовий склади. Найвищим спеціальним званням було звання «генерал служби цивільного захисту України». Закон втратив чинності в 2013 році в зв'язку з введенням Кодексу цивільного захисту України.
Згідно Статті 104 «Спеціальні звання осіб рядового і начальницького складу служби цивільного захисту» Розділу IX «Комплектація органів управління та сил цивільного захисту, проходження служби цивільного захисту» Кодексу цивільного захисту України від 2 жовтня 2012 р. № 5403-VI (набув чинності 2013 р.) особистий склад служби цивільного складу як і раніше поділявся на вищий, старший, середній, молодший та рядовий склади. Перелік спеціальних звань не змінився, за виняткок найвищого звання, яким стало звання «генерал служби цивільного захисту».
| Вищий начальницький склад                     | Вищий начальницький склад                   | Вищий начальницький склад                   | Вищий начальницький склад                 | Старший начальницький склад         | Старший начальницький склад                | Старший начальницький склад       | Середній начальницький склад      | Середній начальницький склад                | Середній начальницький склад        | Середній начальницький склад                 |
|                                               |                                             |                                             |                                           |                                     |                                            |                                   |                                   |                                             |                                     |                                              |
| Генерал служби цивільного захисту України     | Генерал-полковник служби цивільного захисту | Генерал-лейтенант служби цивільного захисту | Генерал-майор служби цивільного захисту   | Полковник служби цивільного захисту | Підполковник служби цивільного захисту     | Майор служби цивільного захисту   | Капітан служби цивільного захисту | Старший лейтенант служби цивільного захисту | Лейтенант служби цивільного захисту | Молодший лейтенант служби цивільного захисту |
| Молодший начальницький склад та рядовий склад |                                             |                                             |                                           |                                     |                                            |                                   |                                   |                                             |                                     |                                              |
|                                               |                                             |                                             |                                           |                                     |                                            |                                   |                                   |                                             |                                     |                                              |
| Старший прапорщик служби цивільного захисту   | Прапорщик служби цивільного захисту         | Старшина служби цивільного захисту          | Старший сержант служби цивільного захисту | Сержант служби цивільного захисту   | Молодший сержант служби цивільного захисту | Рядовий служби цивільного захисту |                                   |                                             |                                     |                                              |

#### Знаки розрізнення з 2018
Згідно з постановою Кабінету Міністрів України № 81 від 14 лютого 2018 «Про затвердження опису та зразків форменого одягу і відповідних знаків розрізнення осіб рядового і начальницького складу служби цивільного захисту та норм забезпечення форменим одягом» (з додатком) змінюються знаки розрізнення усіх складів особистого складу, замість знаків розрізнення «радянського зразку» вводяться нові.
Замість погонів з просвітами та п'ятипроменевими зірочками (для вищого, старшого та середнього складів) вводяться погони з повздовжнім розташуванням восьмипроменевих зірочок. Найвищим спеціальним званням залишається звання «генерал служби цивільного захисту України», який має за знаки розрізнення одну велику (30 мм) восьмипроменеву зірку на погоні, нижче якої розташована емблема на погони для осіб вищого начальницького складу (синій круг із Знаком Княжої Держави Володимира Великого в обрамленні вінка з дубового листя). Інші представники вищого складу мають на погонах від одної до трьох середніх (22 мм) восьмипроменевих зірок, над емблемою вищого начальницького складу. Старший начальницький склад отримав погони з маленькими (16 мм) восьмипроменевими зірками у кількості від однієї до трьох, нижче яких розташована емблема на погони для осіб старшого начальницького складу (латунні чи шиті дубові листки). Середній начальницький склад отримав погони з маленькими (16 мм), як у старшого складу восьмипроменевими зірками у кількості від однієї до чотирьох.
Для молодшого складу замість погонів з п'ятипроменевими зірочками (прапорщики) та стрічками (сержанти та старшини), вводяться нові, зі знаками розрізнення у вигляді 16 мм трипроменевих зірочок (від одної до двох), нижче яких у службовців від носіїв звання майстер-сержант і вище, розміщено емблему на погони для осіб молодшого начальницького складу (латунна чи вишита планка).
Слухачі і курсанти мають на погоні літеру «К».
| Погон | Вищий начальницький склад | Вищий начальницький склад | Вищий начальницький склад | Вищий начальницький склад | Старший начальницький склад | Старший начальницький склад | Старший начальницький склад |
| Погон | Генерал                   | Генерал-полковник         | Генерал-лейтенант         | Генерал-майор             | Полковник                   | Підполковник                | Майор                       |
| ----- | ------------------------- | ------------------------- | ------------------------- | ------------------------- | --------------------------- | --------------------------- | --------------------------- |
| Погон |                           |                           |                           |                           |                             |                             |                             |

| Середній начальницький склад | Середній начальницький склад | Середній начальницький склад | Середній начальницький склад | Середній начальницький склад | Молодший начальницький та рядовий склад                | Молодший начальницький та рядовий склад    | Молодший начальницький та рядовий склад | Молодший начальницький та рядовий склад | Молодший начальницький та рядовий склад |
|                              | Капітан                      | Старший лейтенант            | Лейтенант                    | Молодший лейтенант           | Головний майстер-сержант(старший прапорщик, прапорщик) | Майстер-сержант(старшина, старший сержант) | Сержант(сержант, молодший сержант)      | Рядовий                                 | Курсант                                 |
| ---------------------------- | ---------------------------- | ---------------------------- | ---------------------------- | ---------------------------- | ------------------------------------------------------ | ------------------------------------------ | --------------------------------------- | --------------------------------------- | --------------------------------------- |
| Погон                        |                              |                              |                              |                              |                                                        |                                            |                                         |                                         |                                         |